# Emil Werner
Emil Alphonse Werner (1864-1951) fue un químico irlandés.
Apenas comenzó a estudiar Química se desempeñó como asistente personal de James Emerson Reynolds, una posición especialmente creada para él, dadas sus tempranas inclinaciones por la investigación. Debido a que no le era permitido como estudiante realizar investigaciones independientes en la universidad, montó un laboratorio en su propia casa, en dónde realizó las investigaciones que lo llevaron a publicar su primer trabajo en una revista científica en 1886, acerca de la detección y cuantificación de talio en el plomo. Tales trabajos fueron continuados por los de detección de impurezas en el éter, los que pasaron a engrosar la Pharmacopea Britannica. Su interés se centró más tarde y durante casi toda su vida, ya como investigador de la Universidad, en la estructura, síntesis y funciones de la tiourea y de la urea.

## Algunas publicaciones
- 1923. The chemistry of urea: The theory of its constitution, and of the origin and mode of its formation in living organisms. Ed. Longmans, Green & Co., Edición de 1966 de Johnson Reprint Corp. 212 pp.